# Adam Ozeri
Adam Ozeri (7 de marzo de 1998 en Queens, Nueva York, Estados Unidos) es un futbolista israelí nacido en Estados Unidos. Actualmente es jugador del Patriotas Boyacá de la Categoría Primera A de Colombia.
Adam es hijo del pintor israelí Yigal Ozeri.

## Trayectoria
Ozeri dio sus primeros pasos en el fútbol con los Manhattan Kickers, antes de cambiarse a la TSF Academy. Finalmente se dirigió a España donde se sumó a las inferiores de Cornellà, terminando como máximo goleador en 2014 para la sub-15 del club Catalán. Después de dejar Cornellà, Ozeri se mudó a Argentina donde se sumo a las inferiores de Racing Club, después de un tiempo se sumo a las inferiores de Banfield. A mediados del 2016, Ozeri fue contratado por Alianza Lima de Perú, donde no llegó a debutar profesionalmente. En 2017, Ozeri selló su regreso a Argentina al sumare a Ferro Carril Oeste. En febrero del 2019 Ozeri fue cedido en préstamo para disputar la Serie D de Brasil con el Boavista.
Después de disputar 4 partidos, incluyendo dos contra Gaúcho, Ozeri volvió a Ferro para disputar la temporada 2019-20 de la Primera B Nacional. Finalmente pudo debutar en la Argentina en la derrota 2 a 1 contra Estudiantes el 13 de septiembre.

## Clubes

### Formativas[11]
| Club                     | País      | Año         |
| ------------------------ | --------- | ----------- |
| U. D. Cornellà           | España    | 2014        |
| Racing Club              | Argentina | 2014        |
| C. A. Banfield           | Argentina | 2015        |
| C. Alianza Lima          | Perú      | 2016 - 2017 |
| C. A. Ferro Carril Oeste | Argentina | 2017 - 2018 |

### Profesional
| Club                     | País           | Año           |
| ------------------------ | -------------- | ------------- |
| Boavista S. C.           | Brasil         | 2019          |
| C. A. Ferro Carril Oeste | Argentina      | 2019          |
| Orlando City S. C. (B)   | Estados Unidos | 2020          |
| Patriotas Boyacá F. C.   | Colombia       | 2021-presente |

## Estadísticas
Actualizado al 10 de septiembre de 2021

| Boavista · Brasil |                     |                     |    |   |   |   |   |   |   |   |    |    |   |   |
| 4.ª | 2019                | 3                   | 0  | 0 | 1 | 0 | 0 | — | — | — | 4  | 0  | 0 |   |
| Total | Total               | 3                   | 0  | 0 | 1 | 0 | 0 | 0 | 0 | 0 | 4  | 0  | 0 |   |
| Ferro Argentina |                     |                     |    |   |   |   |   |   |   |   |    |    |   |   |
| 2.ª | 2019-20             | 1                   | 0  | 0 | — | — | — | — | — | — | 1  | 0  | 0 |   |
| Total | Total               | 1                   | 0  | 0 | 0 | 0 | 0 | 0 | 0 | 0 | 1  | 0  | 0 |   |
| Orlando City B Estados Unidos |                     |                     |    |   |   |   |   |   |   |   |    |    |   |   |
| 3.ª | 2020                | 12                  | 0  | 0 | — | — | — | — | — | — | 12 | 0  | 0 |   |
| Total | Total               | 12                  | 0  | 0 | 0 | 0 | 0 | 0 | 0 | 0 | 12 | 0  | 0 |   |
| Patriotas Boyacá · Colombia |                     |                     |    |   |   |   |   |   |   |   |    |    |   |   |
| 1.ª | 2021                | 5                   | 0  | 0 | 3 | 0 | 0 | — | — | — | 8  | 0  | 0 |   |
| 1.ª | 2022                | 1                   | 0  | 0 | 0 | 0 | 0 | — | — | — | 1  | 0  | 0 |   |
| Total | Total               | 6                   | 0  | 0 | 3 | 0 | 0 | 0 | 0 | 0 | 9  | 0  | 0 |   |
| Total en su carrera | Total en su carrera | Total en su carrera | 21 | 0 | 0 | 4 | 0 | 0 | 0 | 0 | 0  | 25 | 0 | 0 |
| (1) La copa nacional se refiere a la Campeonato Carioca, Copa Argentina, Supercopa Argentina y Copa Colombia . (2) La copa internacional se refiere a la Copa Sudamericana, Recopa Sudamericana, Copa Libertadores y Copa Suruga Bank. |                     |                     |    |   |   |   |   |   |   |   |    |    |   |   |

## Selección nacional
En el año 2014 Ozeri participó en entrenamientos con la selecciones menores de Israel y los Estados Unidos. En agosto de 2016, Ozeri fue convocado para la 
selección sub-19 de Estadod Unidos por Brad Friedel para disputar al mes siguiente el torneo  Stevan Vilotic en Subotica, Serbia. También consiguió que Friedel lo convocara a un campamento de entrenamiento en el mes de noviembre del mismo año.